# Como Estão Vocês?
Como Estão Vocês? é o décimo segundo álbum de estúdio da banda brasileira de rock Titãs, lançado em 2003. O disco possui ainda faixa multimídia com vídeos e fotos da banda. É o primeiro disco sem o vocalista/baixista Nando Reis e também o primeiro sem nenhuma participação do guitarrista Marcelo Fromer.
Marcelo morreu após ser atropelado na noite do dia 11 de junho de 2001, mas ideias suas foram aproveitadas no álbum A Melhor Banda de Todos os Tempos da Última Semana que viria a ser gravado poucos dias depois. Já Nando deixou o grupo em 2002 devido ao fato de não se sentir preparado para gravar mais um disco com a banda, alegando que as mortes do guitarrista Marcelo Fromer e também da cantora Cássia Eller, sua amiga, ainda o abalavam muito.
É também o primeiro lançamento da banda pela BMG, após a falência da Abril Music.

## Antecedentes e conceito
Comentando sobre a ausência de Marcelo e Nando, o vocalista/tecladista Sérgio Britto disse que achava que a banda tinha "gente para suprir essas ausências. Não vou dizer que eles não fazem falta, mas podemos fazer bons discos com esse pessoal. Cada um tem suas potencialidades – um toca guitarra, outro baixo, outro bateria e todos compõem. O guitarrista Tony Bellotto e o vocalista Paulo Miklos também comentaram, à época, a capacidade da banda superar essas perdas.
O nome do álbum - "Como Estão Vocês?" - tem fundamento na obra de Confúcio, conhecido filósofo chinês. Segundo Sérgio, "pode ser como está o país, pode ser o que nós [a banda] estamos passando. É um título simples, com um significado aberto e interessante".
Sua capa, criada por Rogério Duarte, foi explicada pelo próprio em entrevista ao Correio Braziliense: "Pensei em uma linguagem tropicalista, contra aquela coisa suave, considerada de bom gosto. E que carregasse essas referências ao governo atual, ao socialismo, ao MST. O vermelho serve até mesmo de crítica ao verde e ao amarelo". Ele forneceu mais comentários em outra entrevista, desta vez para a Folha de S.Paulo:
| “ | Não digo que o vermelho seja diretamente o PT, embora ache que o Brasil vive um momento que merecia essa citação. Representando o sangue e a carne, o vermelho também critica o verde-amarelo. Houve resistência de alguns deles em relação à coisa chapada, brutal, quanto ao verde-amarelo mesmo. Tive que dar uma de estrela, quase de buraco negro com alguns lampejos de ego. Disse que se me chamaram iam ter que me engolir. Não estava ali para escolher qual titã está mais bonitinho na foto. | ” |

## Temática das letras
Perguntado sobre a possibilidade de a faixa de abertura "Nós Estamos Bem" ser um recado aos fãs e à imprensa, Sérgio respondeu que "sim, pode ser. Mas na música nós perguntamos 'como estão vocês?', e isso pode ser interpretado de modo mais amplo. Como está o Brasil, como estão as coisas pelas quais nós estamos passando. Essa frase define a intenção do disco".
A canção "Enquanto Houver Sol" foi incluída na trilha sonora da telenovela Celebridade, da Rede Globo, que trazia Malu Mader, esposa de Tony, como protagonista. A canção "Pelo Avesso" foi escolhida como tema de abertura da novela Cama de Gato, trama das 18h da Globo exibida entre 2009 e 2010.
A faixa KGB fala do temor do retorno de torturadores e extremistas do KGB, do Dops, da CIA, da Ku Klux Klan, do Terceiro Reich, etc. "As Aventuras do Guitarrista Gourmet Atrás da Refeição Ideal" faz de Como Estão Vocês? o segundo disco consecutivo em que a banda homenageia Marcelo.

## Faixas
1. "Nós Estamos Bem" (Sérgio Britto/Paulo Miklos) – 2:27
2. "Você É Minha" (Sérgio Britto/Charles Gavin/Branco Mello/Tony Bellotto/Paulo Miklos) – 2:46
3. "Gina Superstar" (Branco Mello/ Charles Gavin/ Tony Bellotto) – 2:30
4. "KGB" (Sérgio Britto/Paulo Miklos) – 3:44
5. "Livres para Escolher" (Sérgio Britto/Tony Bellotto) – 3:43
6. "Eu Não Sou um Bom Lugar" (Tony Bellotto/Branco Mello) – 2:45
7. "Pra Você Ficar" (Tony Bellotto) – 2:58
8. "Enquanto Houver Sol" (Sérgio Britto) – 3:02
9. "Esperando para Atravessar a Rua" (Arnaldo Antunes/Branco Mello/Tony Bellotto/ Charles Gavin) – 3:11
10. "Provas de Amor" (Paulo Miklos) – 3:22
11. "Ser Estranho" (Tony Bellotto/Branco Mello) – 3:12
12. "Vou Duvidar" (Sérgio Britto/ Paulo Miklos) – 2:12
13. "Pelo Avesso" (Sérgio Britto) – 2:42
14. "A Guerra É Aqui" (Paulo Miklos/Branco Mello/Tony Bellotto/Charles Gavin) – 3:14
15. "As Aventuras do Guitarrista Gourmet Atrás da Refeição Ideal" (Tony Bellotto/Paulo Miklos) – 2:45[11]

## Recepção
| Críticas profissionais | Críticas profissionais |
| Avaliações da crítica  | Avaliações da crítica  |
| Fonte                  | Avaliação              |
| ---------------------- | ---------------------- |
| AllMusic               | [ 12 ]                 |
| Folha de S.Paulo       | [ 13 ]                 |

Philip Jandovský, do AllMusic, disse que o álbum é um retorno ao rock de álbuns como Cabeça Dinossauro e disse ser "impressionante com os Titãs conseguem manter a boa qualidade, mesmo após todos esses anos e especialmente após membros altamente gabaritados como Arnaldo Antunes e Nando Reis derem deixado o grupo". Disse também que os fãs dificilmente se decepcionariam com o álbum, mesmo que ainda estivesse "longe de alcançar a energia vibrante dos dias gloriosos da banda".
Já Pedro Alexandre Sanches, da Folha, comparou o disco ao segundo da banda, Televisão por mesclar faixas diferentes como o "punk rock classudo" e irônico de "A Guerra É Aqui" com o "pop rock solto" e otimista de "Livres para Escolher". Disse também que a banda saiu intacta da saída de Nando Reis, que ele classificou como um "corpo estranho" na banda.

## Créditos
Conforme encarte do CD:

### Músicos
Titãs
- Branco Mello - vocal nas faixas 3, 6, 9, 11 e 14; vocais de apoio em todas as faixas exceto 10, 15 e nas que ele canta
- Paulo Miklos - vocal nas faixas 1, 4, 7, 10 e 15; vocais de apoio em todas as faixas exceto nas que ele canta
- Sérgio Britto - vocal nas faixas 2, 5, 8, 12 e 13; vocais de apoio em todas as faixas exceto 15 e nas que ele canta; piano nas faixas 2, 5, 7, 8 e 13; piano elétrico em "KGB"; teclado nas faixas 8, 10, 14 e 15; Hammond nas faixas 9, 10 e 11; Moog em "Provas de Amor"
- Tony Bellotto - guitarra em todas as faixas exceto 6 e 13; guitarra solo em "Você É Minha"; violão nas faixas 5, 6 e 13; guitarra de doze cordas nas faixas 11 e 15
- Charles Gavin - bateria em todas as faixas exceto "As Aventuras do Guitarrista Gourmet Atrás da Refeição Ideal"

Participações
- Lee Marcucci - baixo em todas as faixas
- Marco Lobo - percussão em todas as faixas exceto 6, 10, 12 e 15
- Liminha - guitarra e dobro com EBow em "Enquanto Houver Sol"; baixo acústico na introdução de "Pelo Avesso"

### Pessoal técnico
- Concebido por Titãs e arranjado por Branco Mello, Charles Gavin, Paulo Miklos, Sergio Britto, Tony Bellotto e Lee Marcucci
- Produção - Liminha
- Direção artística - Sérgio de Carvalho
- Direção artística BMG - Sergio Bittencourt
- Engenheiros de gravação - Vitor Farias, Liminha e Enrico de Paoli
- Engenheiros adicionais - Julius César, Daniel Farias e Javier Naszewski
- Assistentes de estúdio - Marcelo Tapajós
- Mixagem - Vitor Farias, Liminha e Titãs; exceto as faixas 1, 11, 12 e 13, mixadas por Enrico de Paoli, Liminha e Titãs; e "Eu não sou um bom lugar", mixada por Brad Gilderman
- Masterização - Ricardo Garcia, Magic Master
- Projeto gráfico - Rogério Duarte e Rogério Duarte Filho
- Coordenação gráfica - Emil Ferreira
- Fotografia - Daniela Dacorso
- Figurino - Patrícia Zuffa
- Assistente de figurino - Gustavo
- Catering - Solange Ramos
- Produção executiva - Nelson Damascena
- Roadie - Frederico Fonseca